# Roedna Glava
Roedna Glava (Servisch, betekent Ertshoofd) is een mijnsite in het huidige Oost-Servië, die een van de vroegste bewijzen van Europese kopermijnbouw en -metallurgie laat zien, daterend uit het 5e millennium voor Christus. Er werden schachten uitgehouwen in de heuvels, steigers zorgden ervoor om gemakkelijk toegang te krijgen tot de ertsaders. Het behoort tot de Vinčacultuur, zoals blijkt uit aardewerkvondsten. In 1983 werd Roedna Glava toegevoegd aan de lijst met archeologische vindplaatsen van uitzonderlijk belang, beschermd door de Republiek Servië. 
Een andere vroege mijn bevindt zich in  Aj-Boenar nabij Stara Zagora in Bulgarije.